# Orden für Verdienste um das Gesundheitswesen (Frankreich)

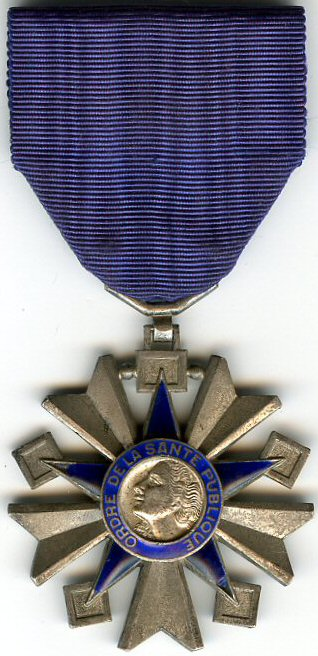
Ritterkreuz des Ordens für Verdienste um das Gesundheitswesen

Der Orden für Verdienste um das Gesundheitswesen (französisch Ordre de la Santé publique) ist ein ehemaliger französischer Verdienstorden, der 1938 geschaffen und bis zur Stiftung des Nationalverdienstordens (fr. Ordre national du Mérite) 1963 verliehen wurde.  

## Geschichte
Der Orden für Verdienste um das Gesundheitswesen wurde am 18. Februar 1938 per Dekret durch den Staatspräsidenten Albert Lebrun gestiftet und war zur Belohnung von Personen vorgesehen, die sich auf dem Gebiet des öffentlichen Gesundheitswesens und des Kinderschutzes um die Französische Republik verdient gemacht hatten. Die Verleihung der Auszeichnung erfolgte auf Vorschlag des Gesundheitsministers. Die Verleihung des Ordens für Verdienste um das Gesundheitswesen wurde 1963 im Zuge der Reorganisation des französischen Ordenswesens und der Stiftung des Nationalverdienstordens eingestellt.

## Klassen
Der Orden besteht aus drei Klassen und die Zahl der jährlichen Verleihungen war reglementiert.
- Kommandeur (40 Verleihungen)
- Offizier (170 Verleihungen)
- Ritter (806 Verleihungen)

Um mit dem Orden ausgezeichnet zu werden, musste man das 30. Lebensjahr vollendet haben und seit mindestens zehn Jahren auf diesem Gebiet tätig gewesen sein. Die Verleihung des Offizierkreuzes konnte frühestens fünf Jahre nach der Ernennung zum Ritter, die des Kommandeurkreuzes frühestens fünf Jahren nach der Ernennung zum Offizier erfolgen.

## Ordensdekoration
Das Ordenszeichen ist ein Silber vergoldetes fünfarmiges Kreuz (Ritter ohne Vergoldung) auf dem ein blau emaillierter fünfstrahliger Stern aufliegt. Die Sternspitzen werden von kleinen Vierecken umschlossen. Das Medaillon ist von einem blau emaillierten Reif mit der Inschrift ORDRE DE LA SANTÉ PUBLIQUE (Orden des öffentlichen Gesundheitswesens) umschlossen und zeigt den nach rechts gewendeten und leicht aufschauenden Kopf der Marianne. Rückseitig im Medaillon ein stilisierter Sonnenaufgang.

## Trageweise
Getragen wird das Kommandeurkreuz als Halsorden. Die Ordenszeichen der Offiziere und Ritter am Band auf der linken Brustseite, wobei auf dem Band des Offizierskreuzes noch eine Rosette angebracht ist.
Das Ordensband ist blau.

Bandschnallen des Ordens für Verdienste um das Gesundheitswesen
Kommandeur
Offizier
Ritter